# Entreprenør Henning Have
Entreprenør Henning Have A/S er en dansk entreprenørvirksomhed med hovedkvarter i Vejen. De er specialiseret i jord-, kloak- og belægningsarbejder. Henning Have A/S har ca. 150 ansatte. Virksomheden er baseret på at Henning Have overtog Robert E. Nielsen A/S 1. februar 2003 og Tea-Byg A/S 1. september 2004. I 2008 blev de to selskaber slået sammen, og derefter kendes de kun som Henning Have.